# ロケットエンジン10
ロケットエンジン10は、ソ連で開発されたロケットエンジン。1933年に、GIRD-Xロケットのために、反動推進研究グループが設計した。
1933年1月から1933年8月にかけて、推進剤としてガソリンと液体酸素の組み合わせを用い、試験を行ったが、燃焼室が焼損したため、1933年10月からはエチルアルコールに置き換えられた。燃焼室は液体酸素の蒸発によって冷却された。
1933年11月25日にセルゲイ・コロリョフの監督下でソビエトで初めて開発された液体燃料ロケットであるGIRD-Xはこのエンジンを搭載して打ち上げられた。

## 参考
- ソビエトでのグルシュコによるロケットや宇宙飛行の開発